# Aaron Eckhart
Aaron Edward Eckhart (født 12. marts 1968) er en Golden Globe-nomineret amerikansk skuespiller. Eckhart begyndte sin karriere i 1990'erne og har spillet en række forskellige roller.

## Biografi
Aaron Eckhart voksede op i forstaden Cupertino i Californien, men boede også i England og i Sydney (Australien), da han var teenager. Hans far arbejdede med computere, hans mor var børnebogsforfatter, han har to brødre. Da han blev færdig med at gå på gymnasium, tog han fri i tre år for at surfe på Hawaii og for at missionere for Jesu Kristi Kirke af Sidste Dages Hellige i Frankrig og Schweiz. Han blev færdig på universitet i 1994.
Eckhart var forlovet med skuespillerinden Emily Cline, men de to gik fra hinanden i 1998. Eckhart købte en motorcykel, efter filmen Erin Brockovich.
I 2007 modtog Eckhart en Golden Globe-nominering for hans rolle i filmen Thank You for Smoking
I 2008 kunne Eckhart opleves i rollen som Harvey Dent i fortsættelsen af filmen Batman Begins, The Dark Knight.

## Filmografi
- 2019 - Midway
- 2016:   Bleed For This  som Kevin Rooney
- 2016: London Has Fallen
- 2016: Sully som Co-Pilot
- 2014: I, Frankenstein som Frankensteins monster
- 2013: Olympus Has Fallen som præsident Benjamin Asher
- 2011: Battle: Los Angeles som Staff Sergeant Michael Nantz
- 2011: The Rum Diary forretningsmanden Sanderson
- 2010: The Rabbit Hole faderen Howie Corbett
- 2009: Love Happens som selvhjælpsguruen Burke Ryan
- 2008: The Dark Knight som Harvey Dent
- 2007: No Reservations som Nick Palmer
- 2007: Nothing is Private som Mr. Vuoso
- 2007: Bill som Bill
- 2006: The Black Dahlia som Lee Blanchard
- 2006: The Wicker Man som kunde på tankstation
- 2006: Thank You for Smoking som lobbyisten Nick Naylor
- 2005: Conversations With Other Women
- 2005: Burden
- 2005: Neverwas som Zach Riley
- 2004: Frasier som Frank (Tv-serie, 2 episoder)
- 2004: Vapor som Nathaniel Powers
- 2004: Suspect Zero som Thomas Mackelway
- 2003: Paycheck som adm. direktør James Rethrick
- 2003: The Missing som Brake Baldwin
- 2003: The Core som geologen dr. Josh Keyes
- 2002: Possession som Roland Michell
- 2001: The Pledge som politimanden Stan Krolak
- 2000: Tumble som "Mand"
- 2000: Nurse Betty som Del Sizemore
- 2000: Erin Brockovich som bikeren George
- 1999: Any Given Sunday som Nick Crozier
- 1999: Molly som Buck McKay
- 1998: Thursday som narkogangsteren Nick
- 1998: Your Friends & Neighbors som Barry
- 1997: In the Company of Men som Chad
- 1996: Aliens in the Family (Tv-serie, 1 episode)
- 1994: Slaughter of the Innocents som Ken Reynolds
- 1992: Double Jeopardy (TV) (1992) som Dwayne

## Ekstern henvisning
- Wikimedia Commons har flere filer relateret til Aaron Eckhart
- Aaron Eckhart på Internet Movie Database (engelsk)
- Aaron Eckhart på Filmdatabasen
- Aaron Eckhart på Scope
- Aaron Eckhart på Svensk Filmdatabas (svensk)
- Aaron Eckhart på AlloCiné (fransk)
- Aaron Eckhart på AllMovie (engelsk)
- Aaron Eckhart på Turner Classic Movies (engelsk)
- Aaron Eckhart på Rotten Tomatoes (engelsk)
- Aaron Eckhart på The Movie Database (engelsk)
- Aaron Eckhart på Behind The Voice Actors (engelsk)

1. ↑  Navnet er anført på engelsk og stammer fra Wikidata hvor navnet endnu ikke findes på dansk.